# Eisenbahnunfall von Custóias

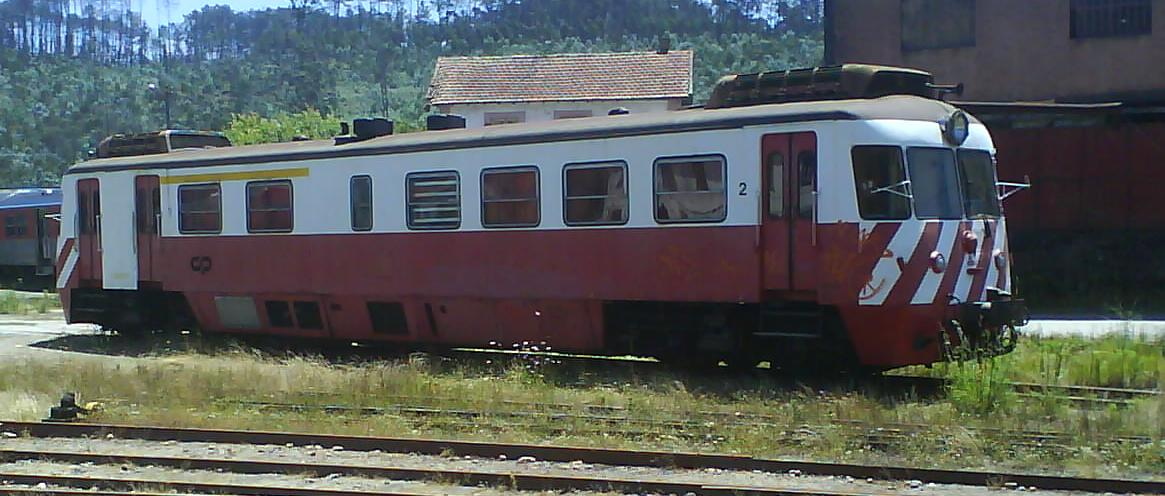
Baureihe 9300. Bei dem Unfall verunglückte der Triebwagen 9309 (hier ohne Beiwagen dargestellt)

Bei dem Eisenbahnunfall von Custoias entgleiste am 26. Juli 1964 bei der Gemeinde Custóias, Portugal, etwa 20 km nördlich des Zielbahnhofs Porto der Beiwagen eines Dieseltriebwagens. 104 Menschen starben.

## Ausgangslage
Die Zugkomposition der Comboios de Portugal, der portugiesischen Staatsbahn, bestand aus dem Dieseltriebwagen 9309 und einem Beiwagen mit zusammen 68 Sitzplätzen. Er war an diesem Sonntagabend auf der damals meterspurigen Linha da Póvoa von Póvoa de Varzim, einem beliebten Badeort, nach Porto unterwegs. Der Zug war überfüllt: Höchstens 100 Fahrgäste hätten mitfahren dürfen, es waren jedoch mehr als 300, vor allem Ausflügler und Soldaten.

## Unfallhergang
Bei Custóias, etwa neun Kilometer vor Porto, entgleiste gegen 22 Uhr in voller Fahrt der Beiwagen, als die Kupplung zwischen den beiden Fahrzeugen des Zuges riss. Dies geschah in einem Einschnitt der Strecke, der beiderseits von Betonwänden gefasst war. Das entgleiste Fahrzeug rutschte weiter und wurde zwischen den Betonwänden hin und her geschleudert, wodurch eine Seitenwand herausgerissen wurde. Am Ende der Betonmauer kippte es aus dem Gleis, landete auf dem Dach und zerquetschte zahlreiche herausgefallene Reisende.

## Folgen
Dies war der bis dahin schwerste Eisenbahnunfall der portugiesischen Geschichte. Je nach Quelle starben zwischen 89 und 104 Personen, weitere 105 (nach anderen Quellen 121) wurden verletzt, 74 wurden in Krankenhäuser der Region eingeliefert. Die Fahrgäste im vorderen Fahrzeug blieben unverletzt.
Direkt nach dem Unfall wurde eine Untersuchungskommission aus drei Ingenieuren der portugiesischen Staatsbahn eingesetzt, unterstützt durch drei Beamte der staatlichen Verkehrsverwaltung (Direcção-Geral de Transportes Terrestres). Die Untersuchungskommission legte den Bericht der Verkehrsverwaltung vor, die diesen überarbeitete und dem Verkehrs- und Kommunikationsministerium vorlegte. Der Untersuchungsbericht kam zu dem Schluss, dass die massive Überbesetzung zusammen mit überhöhter Geschwindigkeit dazu führte, dass die Kupplung zwischen beiden Fahrzeugteilen brach und der Beiwagen entgleiste. Der Triebfahrzeugführer bestritt, dass das Fahrzeug mehr als 50 km/h gefahren sei, wobei mehrere Augenzeugen das Gegenteil behaupteten.